# VP Records
VP Records es un sello discográfico estadounidense independiente, localizado en Queens, Nueva York. Es más conocido por lanzar música de artistas de Jamaica. La compañía comenzó en 1979 y ha pasado a convertirse en el sello de reggae y música caribeña más grande del mundo.

## Historia
Fue fundada en 1979 por el fallecido Vincent "Randy" Chin y su esposa Patricia Chin, jamaiquinos chinos que poseían la tienda Randy's Records en Kingston, Jamaica (como se ve en la película de 1978 Rockers, así como también la sala de grabación Studio 17. A mediados de la década de 1970, los Chins se trasladaron a Nueva York, creando una tienda de música en Brooklyn llamada VP Records en 1975, desde el cual vendían y distribuían lanzamientos musicales. En 1979, se trasladaron a Jamaica Queens. En 1993, el sello discográfico fue formado después del éxito de la tienda al por menor. El nombre del sello es un producto de las primeras letras en los nombres fundadores, de ahí el título "VP".
El sello se estableció así mismo como uno de los primeros y más largos sellos discográficos independientes de reggae y dancehall, y con la popularidad del sonido riddim de la década de 2000, el sello logró éxito mundial con artistas como Sean Paul a través de acuerdos con la filial de Warner Music Atlantic Records y Virgin Records en Canadá. El sello a menudo es también acreditada por haber incrementado la popularidad de los ahora musicalmente reconocidos Elephant Man, también conocido como el 'Dios de la Energía'  o 'Ele', a través de un acuerdo con Bad Boy Records. VP Records ha adquirido el eslogan "Miles Ahead in Reggae Music" que significa que ellos podrán ser considerados para ser el futuro de la música que deriva del Caribe. Además del reggae, VP es también conocido por los géneros dancehall y soca. VP también publica una serie de álbumes Riddim Driven, los cuales incluyen varios temas de artistas usando el mismo ritmo. The Biggest Reggae One-Drop Anthems es una serie de compilaciones de música reggae que comenzó en 2005 publicados por Greensleeves Records; Greensleeves fue adquirido por VP en 2008, y con el catálogo de Greensleeves de más de 12 000 canciones, VP se convirtió en el sello y distribuidor más largo de música reggae en el mundo. VP has also issued the compilations series Strictly the Best, which has now reached over 50 volumes.
VP Records ha sido galardonado por Billboard a "Mejor Sello Independiente" por dos años consecutivos (2002-2003), y ha recibido el premio a "Mejor Sello Imprenta de Reggae" por tres años consecutivos. VP fue también nominado a "Mejor Sello de Reggae Independiente" en los "Hip-Hop an R&B Awards" de Billboard y ha sido mencionado e incluido en publicaciones de la revista Vibe, New York Times, Los Angeles Times, Billboard y la revista Time.
Vincent Chin murió en 2003. El sello es ahora coordinado por los hijos de ambos Randy y Christopher, mientras Patricia Chin continúa ayudando con el sostenimiento de la empresa de su difunto esposo también. En 2007, VP comenzó la reemisión de álbumes de los años 1970 y 1980 en el sello 17 North Parade, la dirección del estudio de Randy, donde todo comenzó.
VP ahora cuenta con un almacén de 10 000 pies cuadrados en Jamaica Queens. Además de la tienda en Queens, existe otra tienda en Miami que es manejada por la hija de los Chins Angela y su esposo. La compañía también tiene oficinas en Johannesburgo, Kingston, Río de Janeiro, Londres, Tokio y Toronto.
En 2014 el hijo de Vicent Chin Clive presentó una demanda contra su madrastra Patricia, alegando que los registros de las pistas o producidas por él, sin su permiso, y solicitando el pago de US$3 millones.